# 雄峰大橋
雄峰大橋（ゆうほうおおはし）は、富山県富山市にある一級河川常願寺川に架る国道8号の桁橋。
2007年（平成19年）には補強工事が行われた。

## 地理
国道8号滑川富山バイパスに架かる橋であり、上流側には、富山県道4号富山上市線の常盤橋、下流側には国道415号の常願寺大橋が架かっている。

## 歴史
- 1979年（昭和54年）10月25日 - 着工[5]。建設省（現・国土交通省）により築造された[2]。
- 1983年（昭和58年）12月6日 - 開通[6]。総事業費44億4000万円[7]。完成当時は富山県内で3番目の橋長であった[2]。
- 1988年（昭和63年）度 - 4車線化工事に着手[2]。
- 1989年（平成元年）11月27日 - 4車線に拡幅。

完成時は車道部は暫定2車線、高架部上り線を2車線としていた。金泉寺高架橋設置に合わせて、中央分離帯、歩道部（ブラケット架設）および高架部下り線の工事が実施された。

## 参考資料
- 富山の橋